# Magna Andreen Sachs
Magna Andreen Sachs är en svensk läkare, docent och forskare. Hon är dotter till Per G. Andreen och brorsdotter till Andrea Andreen. 
Andreen Sachs avlade medicinie doktorsexamen 1977 från Karolinska institutet. 
Hon har skrivit boken Andrea Andreen: för livets skull om sin faster Andrea Andreen tillsammans med Elisabet Larberg.